# Megarische Becher

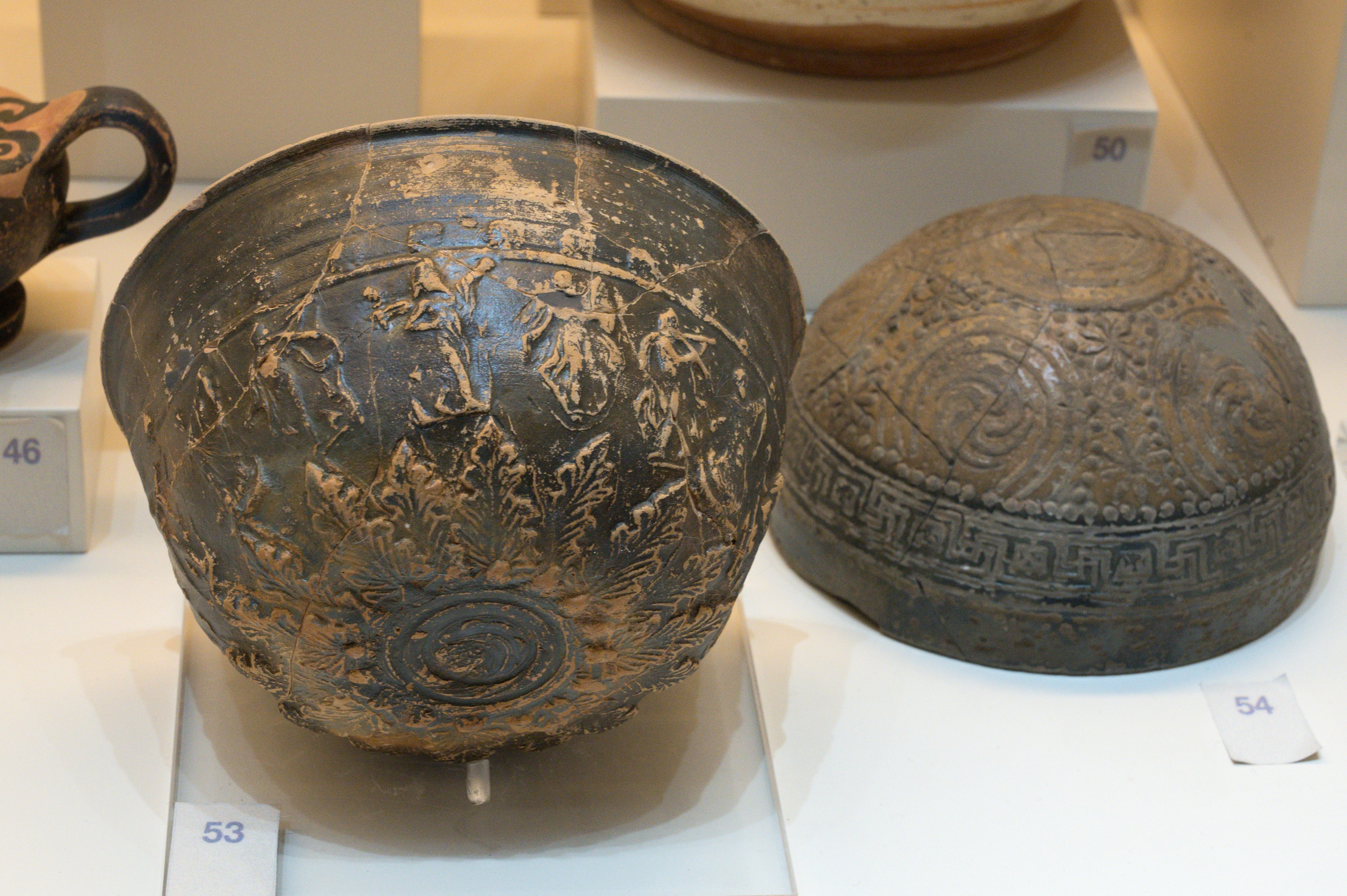
Zwei megarische Becher mit ornamentalen Mustern und Pflanzenmotiven; der linke Becher zeigt zudem im Hauptfeld einen Festzug zu Ehren des Gottes Dionysos (Thiasos)

Megarische Becher sind eine Gattung der hellenistischen Feinkeramik. Ihre Produktion begann in der zweiten Hälfte des 3. Jahrhunderts v. Chr. in Athen, weitete sich aber bald auf mehrere Zentren in Griechenland, in der Ägäis und im westlichen Kleinasien aus und dauerte bis ins 1. Jahrhundert v. Chr. an.
Bei den megarischen Bechern handelt es sich um matrizengeformte Reliefkeramik. Der Tonrohling wird dabei in eine Formschüssel gedreht, in der alle Motive, die auf dem fertigen Gefäß als erhabenes Relief auf der Außenseite erscheinen, als Negativrelief vorgefertigt sind. Diese Technik wurde hauptsächlich für die Fertigung halbkugeliger Becher, der sogenannten Megarischen Becher, verwendet, doch wurden selten auch andere Gefäßformen wie Kannen oder Kratere produziert. Der Reliefdekor der Megarischen Becher hat eine große Variationsbreite. Neben verschiedenen floralen Ornamenten, die das Motivspektrum dominieren, kommen auch figürliche Darstellungen vor. Am Boden ist meist eine zentrale Rosette zu sehen. Farbe und Dichte des Überzuges variiert ebenfalls stark von schwarzem, braunem, rotem sowie glänzendem bis mattem Überzug.
Die traditionelle moderne archäologische Bezeichnung als „Megarische Becher“ geht auf die irrtümliche Annahme der frühen Forschung zurück, dass diese Keramikgattung in der Hafenstadt Megara hergestellt wurde, da sie dort zuerst in größerem Umfang entdeckt wurde. Im 21. Jahrhundert setzen sich jedoch zunehmend auch allgemeinere Alternativbezeichnungen wie „Hellenistische Reliefbecher“ oder der englische Begriff „Mouldmade bowls“ (abgekürzt „MMB“) durch.
Megarische Becher finden sich in vielen Teilen der Mittelmeerwelt und waren offenbar ein beliebter Exportartikel. Sie gelten als Vorläufer der Terra Sigillata, die zum Teil ebenfalls in Formschüsseln hergestellt wurde, deren Überzug jedoch rot bis orange glänzend ist.

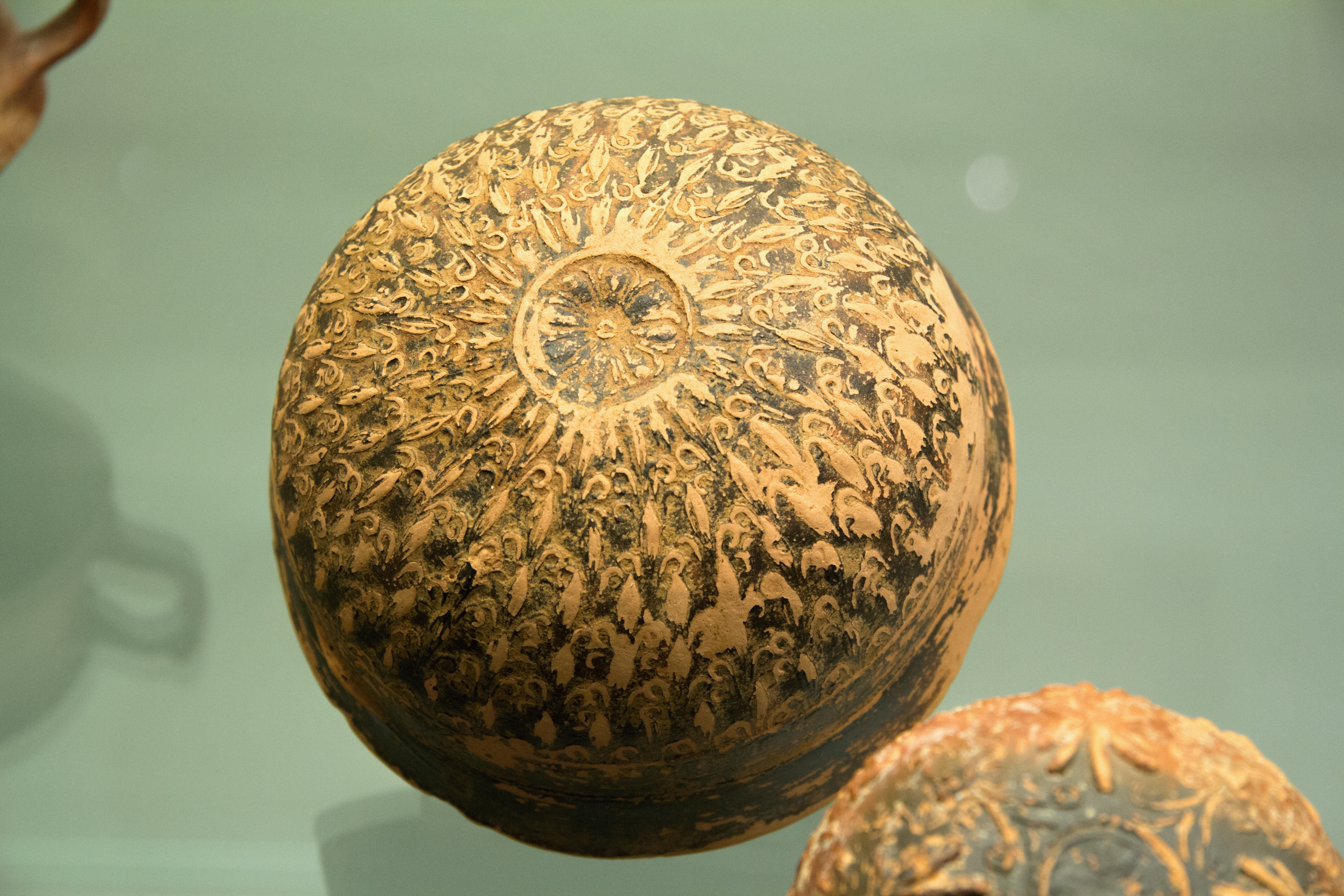
Megarischer Becher mit pflanzlichen Motiven
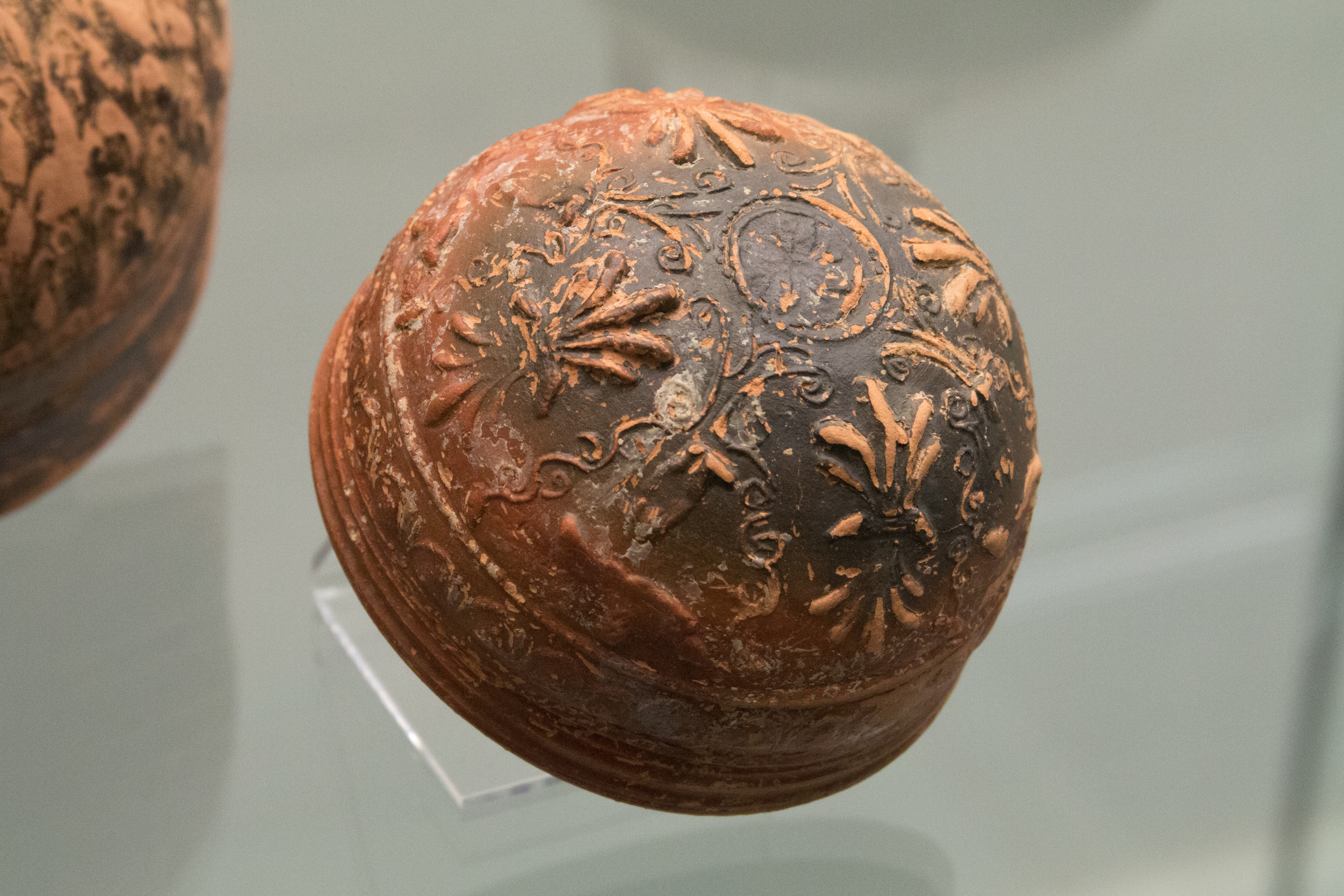
Megarischer Becher mit pflanzlichen Motiven
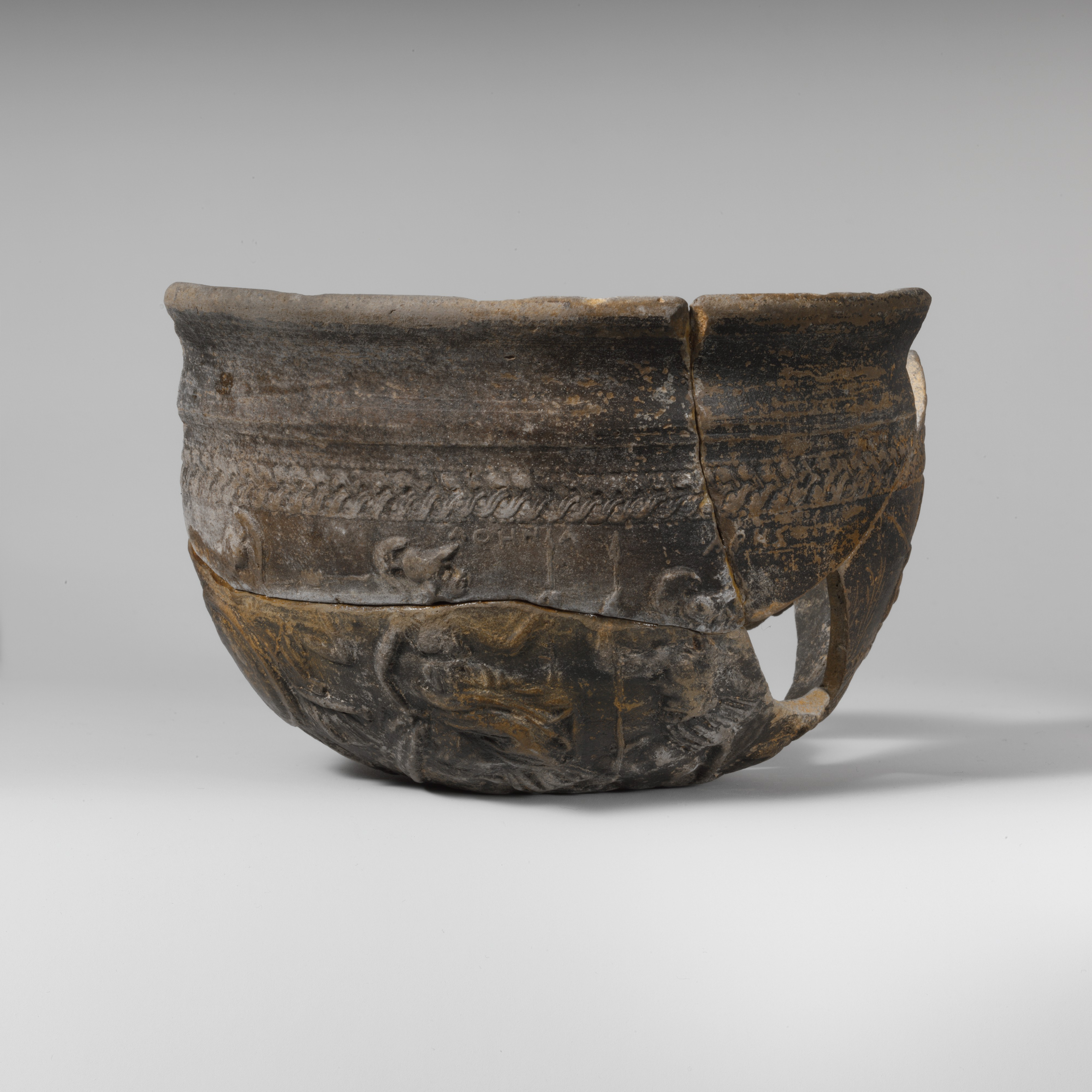
Scherben eines megarischen Bechers mit mythologischen Motiven. Die dargestellten Personen sind mit Namensbeischriften versehen.
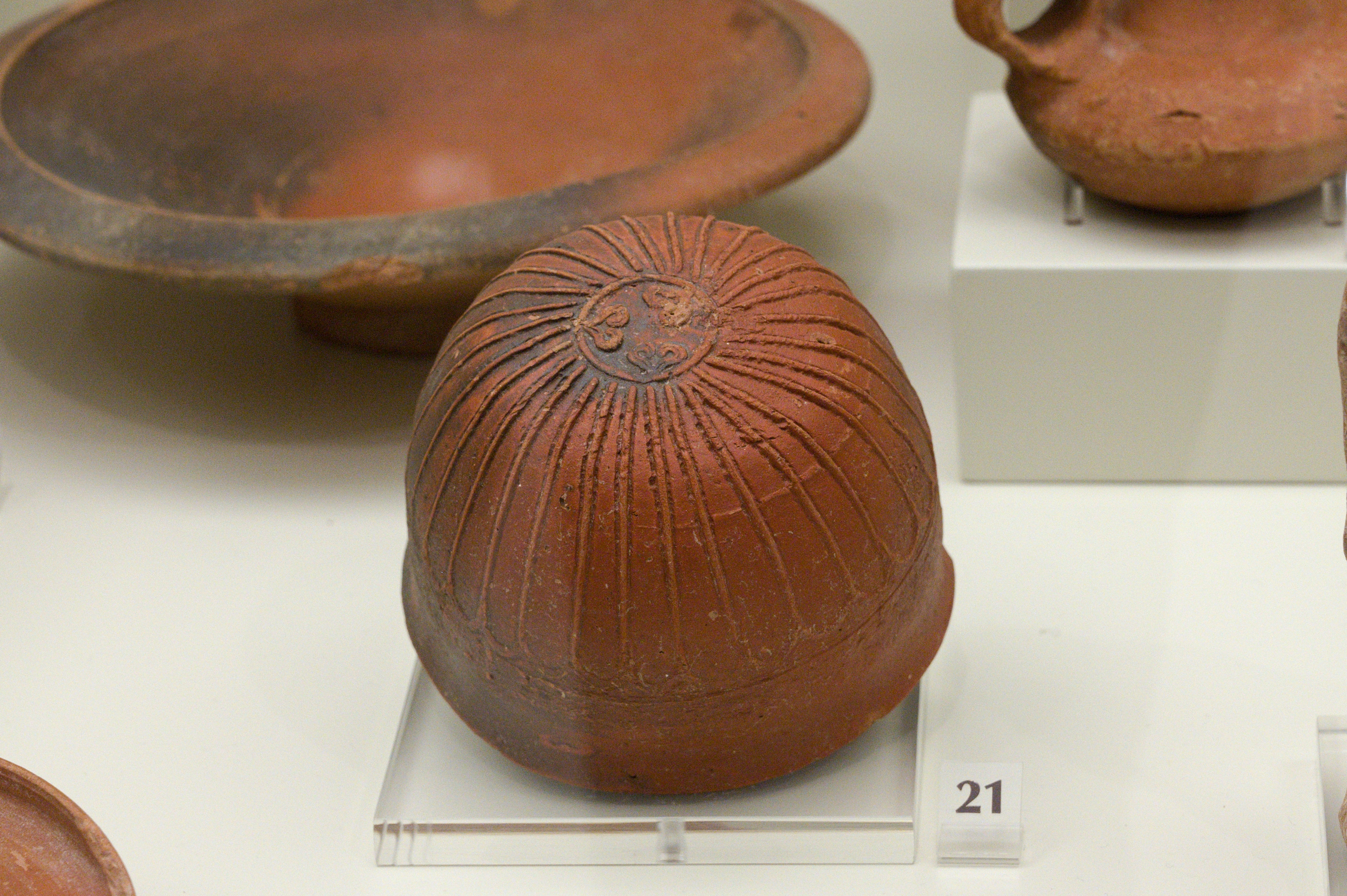
Megarischer Becher mit Blattzungendekor